# Courbevoie
Courbevoie [kurbvoa] je město v severozápadní části metropolitní oblasti Paříže ve Francii v departmentu Hauts-de-Seine a regionu Île-de-France. Leží na levém břehu Seiny, má téměř 85 000 obyvatel a od centra Paříže je vzdáleno 8 km. Na západě sousedí s městem Nanterre a Puteaux, na jihu s Neuilly-sur-Seine a na východě s Clichy.

## Historie

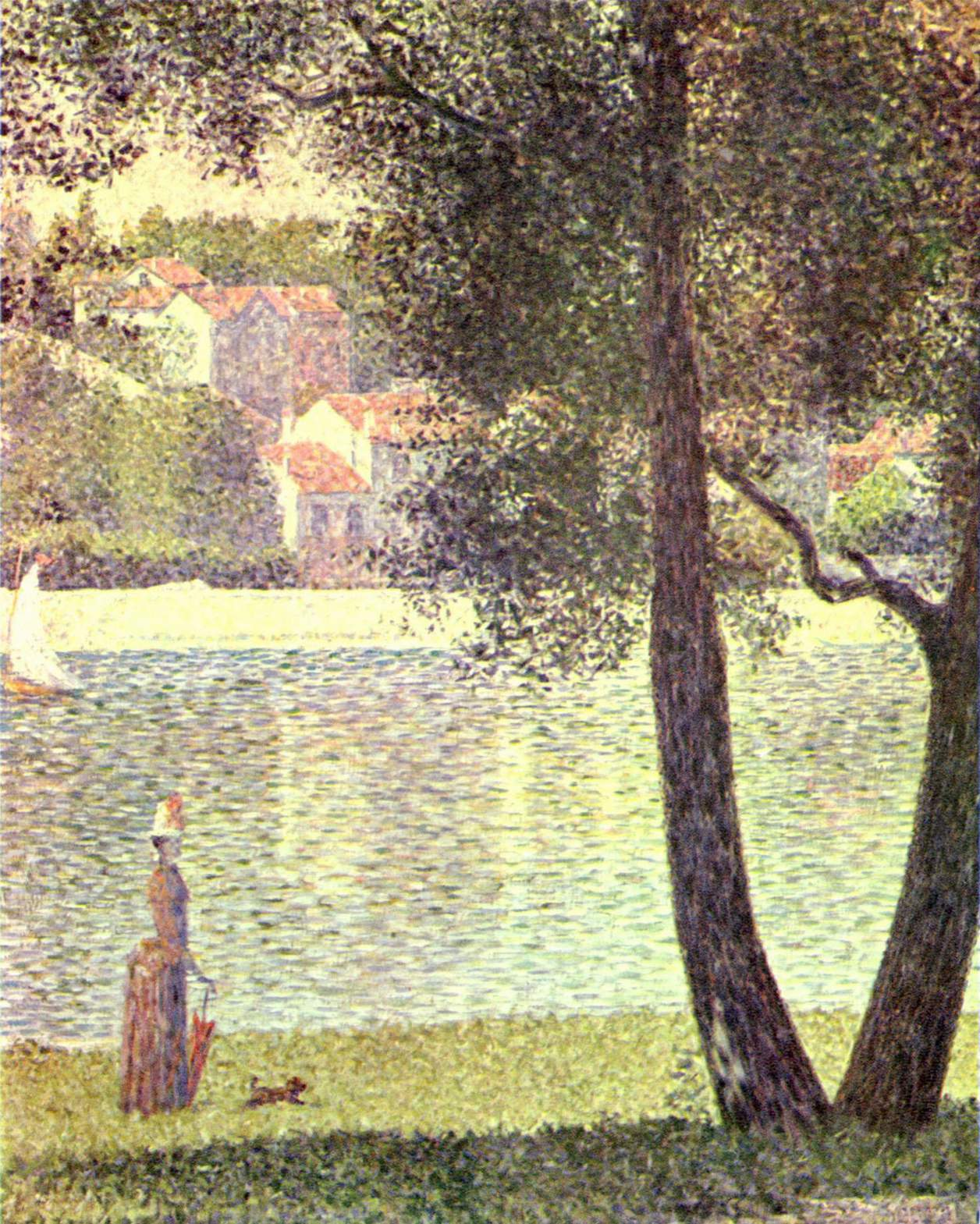
Georges Seurat, Seina u Courbevoie (1885)

Název Courbevoie znamená „klikatá cesta“ a poprvé se objevuje kolem roku 850. Až do poloviny 19. století to byla vesnice rybářů a vinařů. Od té doby vlivem průmyslu a železnice počet obyvatel prudce vzrostl a stále roste. 31. července 1914 se zde narodil francouzský herec a komik Louis de Funès.

## Průmysl a doprava
Na území Courbevoie leží část obchodní čtvrti La Défense a ve městě má hlavní sídlo průmyslový koncern Saint-Gobain a naftový koncern Total.
Veřejnou dopravu obstarávají hlavně linky metra číslo 1 a RER A se stanicemi na Défense, dále jsou zde dvě železniční nádraží a autobusové spojení.

## Vývoj počtu obyvatel
Počet obyvatel

## Partnerská města
- Enfield, Anglie, Velká Británie
- Freudenstadt, Bádensko-Württembersko, Německo